# Graven van Lichtervelde
De graven van Lichtervelde zijn een van de oudste adellijke families van het graafschap Vlaanderen. Een aantal leden waren baljuw, schepen of burgemeester van grote Vlaamse steden zoals Brugge, Ieper, Kortrijk, Gent, en Antwerpen. Drie leden streden in de Guldensporenslag, in 1302.
Het historische leefmilieu van de familie was in West-Vlaanderen, tussen Brugge, Ieper, Gent en Kortrijk.

## Adellijke erkenningen
- In de dertiende eeuw kende het graafschap de barons van Lichtervelde.
- In de veertiende, vijftiende en zestiende eeuwen trof men verschillende Lichterveldes aan die de titel ridder droegen.
- Op 27 mei 1745 verleende keizerin Maria Theresia de titel graaf, overdraagbaar bij eerstgeboorte, aan Gilles-François de Lichtervelde.

## Leden
- Jan van Lichtervelde: heer van Ardooie, schepen van het Brugse Vrije.
- Roger van Lichtervelde: burgemeester van Brugge tussen 1378 en 1379.
- Lodewijk van Lichtervelde, heer van Koolskamp ( - 10 augustus 1375): raadsheer van Lodewijk van Male.
- Roger III van Lichtervelde, heer van Lichtervelde (°circa 1302): een van de ondertekenaars van het verdrag in verband met de alliantie tussen Vlaanderen en Brabant van 3 december 1339.
- Jacob van Lichtervelde ( - 31 maart 1431): baljuw van Kortrijk, schout en burchtheer van Antwerpen, opperbaljuw van Vlaanderen[1], Raadsheer aan de Raad van Vlaanderen.
- Albert-Louis van Lichtervelde (Gent, 16 augustus 1715 - Namen, 18 oktober 1796): Kanunnik, deken en Proost van Gent, Hoofd van de Sint-Baafskapittel, Bisschop van Namen.

De laatste Lichterveldes onder het ancien régime waren:
- Graaf Gilles-François de Lichtervelde (1666-1750), die in 1705 trouwde met Marie-Anne de Preud'homme d'Hailly (1674-1766). Hij was schepen van Gent en was de eerste graaf de Lichtervelde.
  - Graaf Charles de Lichtervelde (1712-1767), baron van Herzeele, die in 1732 getrouwd was met Marie-Anne van der Meersche (1736-1757).
    - Graaf Charles de Lichtervelde (1741-1803), baron van Herzeele, die in 1760 getrouwd was met Albertine de Cassina de Boulers.

  - Jonkheer Charles-Joseph de Lichtervelde (1713-1783), die in 1765 getrouwd was met Marie de Joigny de Pamele (°1738).

Het waren hun nakomelingen die de adellijke status na 1815 weer opnamen.

## Erkenningen na 1815
Zoals alle andere families, verloren de Lichterveldes hun adellijke status in 1795. Onder het Verenigd Koninkrijk der Nederlanden werden verschillende Lichterveldes opnieuw in de erfelijke adel opgenomen.
- François de Lichtervelde (Gent, 4 september 1775 - 8 mei 1863) was een zoon van graaf Charles-Joseph de Lichtervelde (1741-1803) en van Albertina de Cassina de Boulers (1749-1816). Hij trouwde in 1798 met Charlotte van Huerne (1778-1850), een dochter van Joseph van Huerne. In 1816 werd hij erkend in de erfelijke adel, met de titel graaf overdraagbaar bij eerstgeboorte en benoemd tot lid van de Ridderschap van de provincie Oost-Vlaanderen. Hij werd tevens lid van de Provinciale Staten van deze provincie. Het echtpaar kreeg drie zoons en twee dochters. De zoons bleven ongehuwd, zodat deze familietak uitdoofde bij de dood van de jongste zoon, Jules de Lichtervelde (1807-1901). De twee dochters trouwden.
- Auguste de Lichtervelde (Gent, 23 september 1779 - 31 mei 1830), broer van François, werd in 1816 op dezelfde manier erkend in de erfelijke adel, met de titel graaf, maar ten persoonlijke titel en met benoeming in de Ridderschap van de provincie Oost-Vlaanderen. Hij trouwde met Adelaïde Veranneman (1793-1860), dochter van Jan Veranneman de Watervliet. Ze hadden een enige zoon.
  - Alfred de Lichtervelde (Gent, 1813 - Gages, 1880) trouwde met markiezin Adelaïde Rodriguez d'Evora y Vega (1816-1886).
    - Gaston de Lichtervelde (1847-1913) trouwde met barones Marguerite Fallon (1860-1945). Hij werd burgemeester van Gages en verkreeg de titel graaf, overdraagbaar bij eerstgeboorte.
      - Alfred de Lichtervelde (1888-1965).
      - John de Lichtervelde (Gent 1893 - concentratiekamp Sonnenburg, 31 januari 1945). Hij was getrouwd met Marie-Anne Jolly (1897-1988).
        - Gaston de Lichtervelde (1921 - concentratiekamp Sonnenburg, 31 januari 1945).
        - Georges de Lichtervelde (1922 - concentratiekamp Sonnenburg, 31 januari 1945).
        - Etienne de Lichtervelde (1928-2009) trouwde met Marie-Christine de Cressac de Soleuvre (1930-2004). Ze kregen vijf dochters en een enige zoon, die ongehuwd bleef.

- Théodore Edouard de Lichtervelde (Gent, 18 november 1792 - Berlare, 2 oktober 1834) was een heel wat jongere broer van François en Auguste. Ook hij werd in 1816 erkend in de erfelijke adel en benoemd in de Ridderschap van de provincie Oost-Vlaanderen. Hij trouwde in 1823 met Clémentinede Kerchove d'Ousselghem (1802-1826).
  - Camille de Lichtervelde (Gent, 1824 - Brussel, 1901) verkreeg in 1846 de titel graaf, overdraagbaar bij eerstgeboorte en in 1871 uitgebreid tot al zijn afstammelingen. Hij trouwde met Elfride de Vaernewyck d'Angest (1823-1859) en in tweede huwelijk met barones Pauline de Fourneau de Cruquenbourg (1831-1924).
    - Gontran de Lichtervelde (1849-1905) werd buitengewoon gezant en gevolmachtigd minister en was lid van de Hoger Raad voor Kongo-Vrijstaat. Hij trouwde met gravin Marguerite de Spangen (1853-1922), dochter van generaal Charles de Spangen.
      - Baudouin de Lichtervelde (1877-1960) werd buitengewoon gezant en gevolmachtigd minister.
      - Jacques de Lichtervelde (1878-1916) was magistraat in de Vrijstaat Congo.
        - Thierry de Lichtervelde (1908-1983) was Belgisch ambassadeur. Heeft nakomelingen tot heden.

      - Guillaume de Lichtervelde (1882-1946) trouwde tweemaal en had twee dochters, zodat deze familietak uitdoofde.
      - Pierre de Lichtervelde (1884-1954) was arrondissementscommissaris in Zinnik. Hij trouwde met Elisabeth Gendebien (1890-1962).
        - Charles-Albert de Lichtervelde (1915-1993), directeur bij de Bank Brussel Lambert, trouwde met gravin Magdeleine de Lannoy (1921- ).

      - Louis de Lichtervelde (1889-1959) was kabinetschef van de eerste minister, secretaris van de ministerraad. Hij was voorzitter van de Nationale Maatschappij van Buurtspoorwegen, vicevoorzitter van BRUFINA (de holding van Bank van Brussel), vicevoorzitter van het agentschap Belga, directeur van de Revue Générale, bestuurder van de Université catholique de Louvain en lid van de Koninklijke Academie van België. Hij was getrouwd met gravin Emilie de Briey (1893-1982), met nakomelingen tot heden.

    - Albert de Lichtervelde (1872-1942) trouwde tweemaal, had slechts een zoon, die ongehuwd overleed, waarmee deze familietak in 1945 is uitgedoofd.
- Charles de Lichtervelde (Gent, 2 maart 1770 - Beernem, 21 september 1819) werd in 1816 erkend in de erfelijke adel en benoemd in de Ridderschap van de provincie Oost-Vlaanderen. Hij was een zoon van Charles-Joseph de Lichtervelde (1713-1783) die getrouwd was met Marie de Joigny de Pamele (° 1738 + Beernem 1810). Hij trouwde in 1798 met Adelaïde de Heems (1759-1826), maar het huwelijk bleef kinderloos. Charles was nog niet op de officiële lijst van de adellijke erkenningen ingeschreven toen hij in 1819 overleed.
- Joseph-François de Lichtervelde (Gent, 26 juni 1772 - 18 september 1840), broer van Charles, werd in 1816 erkend in de erfelijke adel en benoemd in de Ridderschap van de provincie Oost-Vlaanderen. Hij was adjoint au maire, gedeputeerde van deze Ridderschap in de Provinciale Staten van de provincie Oost-Vlaanderen en onder het koninkrijk België was hij directeur van de Schatkist in Gent. Hij trouwde met Marie Verschaffelt (1791-1868) en ze hadden dertien kinderen. Niettemin was deze familietak in 1957 uitgedoofd in de mannelijke lijn. Hij was een bekend agronoom en schrijver, auteur van
  - Mémoire sur les Fonds ruraux du Département de l'Escaut, Gent, 1815.
  - La bêche ou la mine d'or de la Flandre Orientale, Gent, 1826.
  - Dissertatie over het financiële systeem van het koninkrijk van Nederland.

## Monumenten

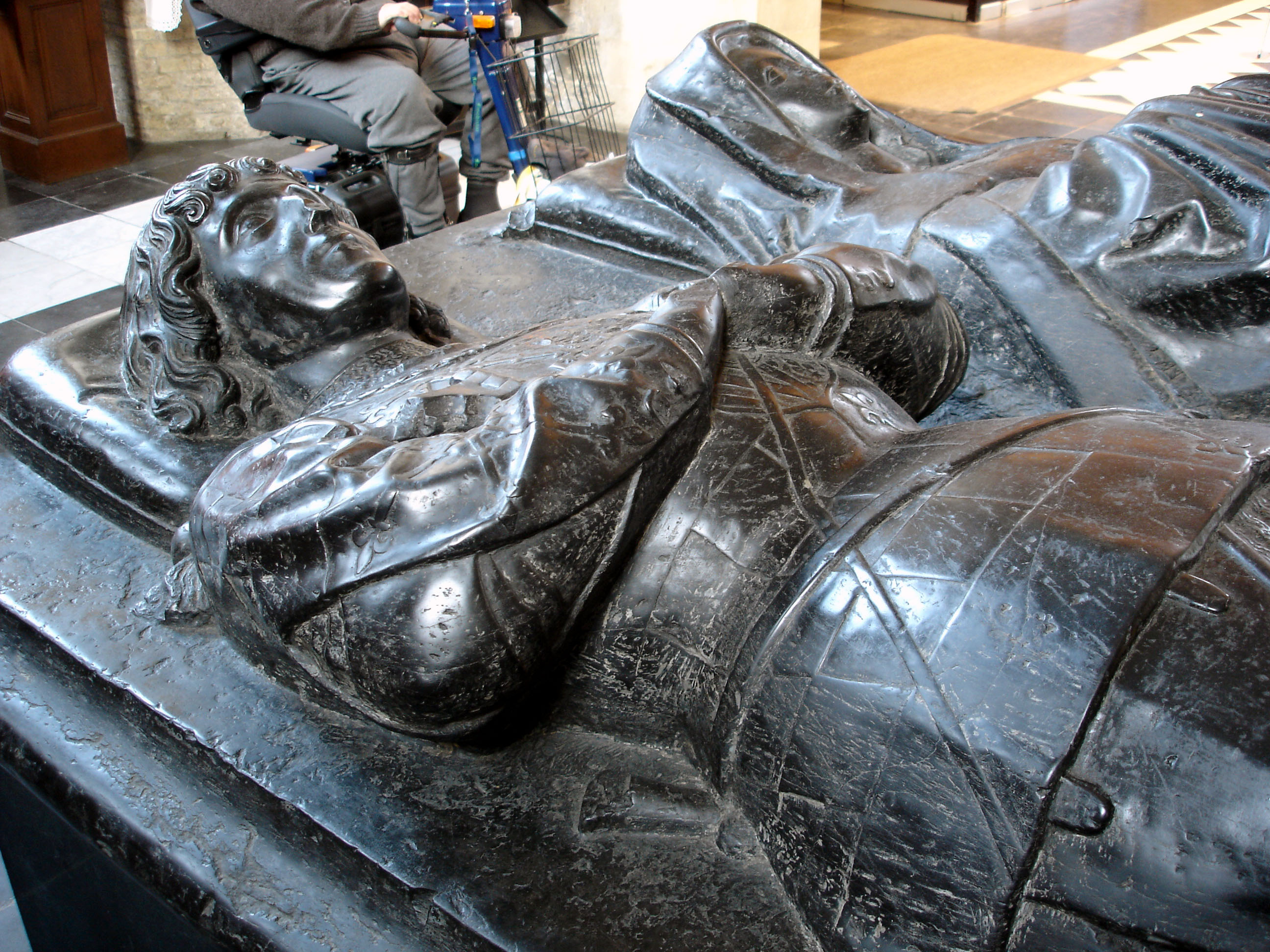
Grafmonument Jan van Kleef en Johanna van Lichtervelde in de Sint-Michielskerk in Roeselare

- Praalgraven van Jacob en Lodewijk van Lichtervelde, in Koolskamp.
- Praalgraf van Johanna van Lichtervelde in de Sint-Michielskerk in Roeselare.
- Hotel de Lichtervelde in Gent, nu een afdeling van het Sint-Barbaracollege.
- Kasteel La Follie in Écaussinnes-d'Enghien.
- Kasteel van Gages.
- Kasteel Baudries in Dikkelvenne.
- Kasteel Ammersoyen.